# Francesco Mengotti
Francesco, comte Mengotti, francisé en « François Mengotti » (né le 15 septembre 1749 à Fonzaso, dans l'actuelle province de Belluno, en Vénétie, alors dans la république de Venise et mort à Milan le 5 mars 1830) est un avocat, économiste, ingénieur et homme politique italien des XVIIIe et XIXe siècles.

## Biographie
Célèbre ingénieur hydraulique, Francesco Mengotti naquit vers le milieu du XVIIIe siècle, dans les États de Venise. Il étudia d'abord dans sa patrie la jurisprudence et les lettres avec un succès brillant.

### Économiste
Ayant acquis une grande réputation comme jurisconsulte, il se fit presque aussitôt un nom dans les lettres par deux Mémoires qui remportèrent les prix proposés par des académies françaises.

Le premier sur le commerce des Romains, couronné par l'Académie des inscriptions et belles-lettres de France (prix 1787), « Del commercio de'Romani dalla prima guerra punica a Costantino » (Quel fut l'état du commerce chez les Romains depuis la derniere guerre punique jusqu'à l avènement de Constantin à l'empire), où il s'exprime en ces termes : 

« Dans le petit nombre d'objets fabriqués par les Romains, il ne pouvait y avoir ni goût, ni dessin, ni finesse, ni grâce, parce qu'ils ne connaissaient ni les beaux-arts, ni les lettres, ni les sciences. La peinture fut presque inconnue pendant cinq siècles à Rome. Un certain Fabius fut surnommé le Peintre, pour avoir le premier, parmi les Romains, barbouillé les murs du temple de la déesse de la Santé, au milieu du cinquième siècle de la fondation de Rome, encore bien que, par rapport à lui, les premiers élèves de Cimabue eussent été des Titien et des Paul Véronèse. Ce Fabius et le poète Pacuvius forment la série des peintres de Rome tant que dura la république ; ils ont l'honneur d'être les premiers, les derniers et les seuls. Après eux, on ne trouve pas un seul peintre parmi les Romains, même dans les siècles de luxe, alors qu'ils faisaient étalage, dans leurs superbes portiques, des plus fameux tableaux de la Grèce dépouillée. Cicéron avoue que la peinture fut toujours négligée à Rome, parce qu'on la regardait avec mépris, et comme un art qui ne convenait qu'à un peuple faible et avili. »

Le second, sur l'administration du grand Colbert, « Il colbertitmo, ossia délia libertd di commercio de' prodolli delta terra, diseertazione di Francesco Mengotti. » (Le colbertisme, ou de la liberté du commerce des produits de la terre), fut provoqué par un concours de l'Accademia dei Georgofili de Florence, qui le couronna en 1791. Cet écrit, divisé en douze chapitres, traite successivement de l'importance du sujet, de la richesse d'une nation, de la concurrence, des manufactures, des productions de la terre, de l'industrie manufacturière, de l'exportation des matières premières, des corps d'arts et métiers, de l'origine du colbertisme. L'auteur combat les entraves apportées au commerce dans des vues de protection pour les arts manufacturiers ; il montre que l'or et l'argent ne sont pas les seules richesses, que la richesse réside dans une grande production, et que la meilleure manière d'accroître cette production, c'est la liberté. Il y discute de la question de savoir s'il valait mieux protéger l'agriculture que le commerce, et conclut par l'affirmative.

### Sénateur du Royaume
Dès l'origine de la Révolution, il s'en montra, comme tant d'autres, le zélé partisan, et fut membre du gouvernement provisoire de Venise. Après le traité de Campo-Formio, il se retira dans ses foyers et s'y livra à l'étude et à l'exercice de sa profession.
Napoléon Ier, informé de son mérite, voulut mettre ses lumières à profit. Il l'invita à se rendre à Milan, l'employa dans l'administration, et le nomma ensuite sénateur dès la formation de ce corps, le 19 février 1809.
Mengotti avait déjà reçu les décorations de chevalier de la Légion d'honneur et de l'ordre de la Couronne de fer ; et alors, il fut créé comte du Royaume et membre du collège électoral de la Piave.

### Ingénieurhydraulicien
En 1810, il publia le premier tome in-4° d'un grand ouvrage scientifique, qui, les années suivantes, fut porté à trois volumes, sous le titre modeste de « Saggio sulle acque correnti » (Essai sur les eaux vives). Dans cet écrit, non seulement il offrit tout ce que les Italiens ses prédécesseurs, qui ont donné naissance à la « science de régler et maîtriser les fleuves impétueux » (voir Hydraulique fluviale), avaient enseigné pour empêcher leurs ravages ; il y ajouta encore des idées nouvelles, et l'on jugea qu'il avait surpassé les Cornaro, les Lupicini, les Cartelli, par la profondeur des vues et surtout par l'agrément et l'élégance du style. Le second tome parut en 1811. Dans le troisième, qui fut publié en 1812, l'auteur exposa diverses expériences faites sur les cours des fleuves, sur leurs confluents, leurs déviations, les causes de l'élévation et de la vélocité qu'ils acquièrent en diverses circonstances. C'est là qu'il fait sentir combien il importe de remonter jusqu'au berceau des fleuves, sur les montagnes, pour commencer à les maîtriser, en les y environnant d'obstacles tels que des arbres ou des arbustes, comme la nature y avait pourvu à l'origine ; par où l'on comprend que Mengotti se récriait fort contre la cupidité si ardente à dépouiller les montagnes de ces ornements utiles.
Ce dernier volume est enrichi de cinq tables arithmétiques, où sont calculées, d'après des expériences, les hauteurs et les vélocités diverses des eaux courantes. En Allemagne, on se hâta de traduire cet important ouvrage, qui méritait de l'être en français. Gaspard de Prony, qui exécuta sur le Pô, en même temps que Mengotti, des travaux analogues, faisait beaucoup de cas de son livre.
Le comte Mengotti était, à l'époque de la chute de Napoléon Ier, l'un des secrétaires du Sénat, et membre de l'Institut de Milan.
En 1814, il incorpora l'Académie nationale des sciences (Italie). Il était également membre de l'Accademia Galileiana di Scienze Lettere ed Arti in Padova (Padoue), de l'Académie des géorgophiles de Florence, de l'Académie d'agriculture de Vérone (it).

## Œuvres
Liste non exhaustive :
- (it) Francesco Mengotti, Il Colbertismo, 1792 ;
  - (de) Francesco Mengotti et Joseph von Utzschneider, Abhandlung über den Kolbertismus, 1794 ;
- (it) Francesco Mengotti, Del commercio de'Romani ed il Colbertismo, Soc. Lettere e Tipograf., 1803, 4e éd., 380 p. (lire en ligne) ;
- (it) Francesco Mengotti, Scrittori classici italiani di economia politica, Nella stamperia e fonderia di G. G. Destefanis, 1816 (lire en ligne) ;
- (it) Francesco Mengotti et Francesco Cardinali, Nuova raccolta d'autori italiani che trattano del moto dell'acque : Idraulica fisica e sperimentale, vol. 1, Marsigli, 1823, 4e éd., 304 p. (lire en ligne) ;
- (it) Francesco Mengotti et Cesare Beccaria, Elementi Di Economia : Pubblica Di Cesare Beccari, Tipografia economica, 1852, 355 p. (lire en ligne) ;
- (it) Francesco Mengotti, Ragionamento Presentato Alla Real Società Economica Fiorentina Pel Concorso Al Problema Del 1791 E D, BiblioBazaar, 2009, 188 p. (ISBN 978-1-117-67734-7) ;

## Titres
- Comte Mengotti et du royaume d'Italie (lettres patentes du 11 octobre 1810).

## Armoiries
| Figure | Blasonnement |
|        | Armes de comte du Royaume, Écartelé : au 1, des comtes sénateurs (du Royaume) ; au 2, d'azur au fleuve personnifié versant de l'eau d'une urne et attaché d'une chaîne, le tout d'argent ; au 3, gueules à deux plumes et une griffe d'argent ; au 4, de sinople à deux barres d'argent., |